# مقاطعة دافيز (ميزوري)
مقاطعة دافيز (بالإنجليزية: Daviess County)‏ هي إحدى المقاطعات في ولاية ميزوري في الولايات المتحدة الأمريكية. عدد السكان طبقا لتقييم سنة 2000 هو 8016 نسمه.

## أعلام
- جيمس جي. مورغان